# Weitersfelden
Weitersfelden település Ausztriában, Felső-Ausztria tartományban, a Freistadti járásban, területe 43,7 km².

## Fekvése
Tengerszint feletti magassága 733 méter. Weitersfelden Sandl, Liebenau, Kaltenberg, Sankt Leonhard bei Freistadt és Sankt Oswald bei Freistadt településekkel határos.

## Népesség
Lakosainak száma 1042 fő (2018. január 1.).